# Pulp (discothèque)
Pour les articles homonymes, voir Pulp.
Résidence
Le Pulp est un nightclub lesbien parisien créé en 1997 par Michelle Cassaro et Sophie Lesné, spécialisé dans la diffusion de la musique électronique. Situé 25 boulevard Poissonnière (2e arrondissement de Paris), il ferme ses portes en 2007.
La disc jockey Chloé a été résidente du club parisien durant dix ans. Jennifer Cardini a aussi été DJ résidente.

## Historique
En 1997, Michelle Cassaro et Sophie Lesné transforment L'Entracte, un ancien dancing du boulevard Poissonnière devenu une boîte, en un endroit branché du milieu lesbien consacré à la musique, le Pulp , : « le Pulp est tenu par des filles. Elles sont à la porte, derrière le bar, choisissent la programmation. Les femmes hétéros grossissent la troupe, sûres de s’amuser sans se faire emmerder. Les hommes qui veulent être de la fête doivent montrer patte blanche, se font virer s’ils ne sont pas respectueux ».
Le lieu s’impose comme un des lieux de rendez-vous des noctambules parisiens : « Comme dans le film de Tarantino, plusieurs récits s’entrecroisent : la montée des droits homosexuels (le pacs sera voté en 1999), l’affirmation d’une nouvelle identité lesbienne, la démocratisation de la nuit et le retour d’un esprit "rock" dans la dance (que l’on appellera l’electroclash), la fin des années French Touch. ». Le club a également son fanzine, Housewife, créé par Dana Wyse et Axelle Le Dauphin, faisant dans l'autodérision et l'irrévérence, qui devient une des publications les plus underground de la ville,.  Ses DJ résidents ou habituels, comme Sextoy, Chloé, Jennifer Cardini, Arnaud Rebotini, Scratch Massive ou Ivan Smagghe, contribuent à sa réputation, ainsi que Laurent Garnier, qui vient y fêter un de ses anniversaires,. Le label Kill the DJ y est créé, s'appuyant au départ sur l'enregistrement de soirées mémorables.
L'endroit n'est pas un repaire de stars, qui n'y ont pas d'espace réservé, mais on a pu y remarquer les passages de Catherine Deneuve avec Björk (en étape promo pour Dancer in the Dark), Romain Duris, Virginie Despentes, ou Nan Goldin. En juin 2001, des collaborateurs de Madonna contactent le Pulp pour y faire l’after-show d'un concert au palais omnisports de Paris-Bercy. Michelle Cassaro refuse : « Vous seriez le pape que ce serait pareil », répond-t-elle avant de raccrocher, ne voulant pas vider l'établissement pour laisser place à une personnalité.
En juin 2007, le Pulp ferme ses portes, la ville de Paris ayant acquis l'immeuble pour en faire une habitation à loyer modéré,. Le dernier disque mis sur la platine est Promised Land (en), de Joe Smooth.

## Œuvre artistique inspirée du Pulp
- Prochainement, diffusion de la série télévisée Purple créée par Judith Havas et Noemie de Lapparent[9],[10].